# 棒锤瓜属
棒锤瓜属（学名：Neoalsomitra）是葫芦科下的一个属，为攀援灌木或草质藤本植物。该属共有约22种，分布于印度至波利尼西亚和澳大利亚。其中著名的所谓的玉叶葫芦就是厚叶棒槌瓜。